# Victor Torres Mestre
Victor Manuel Torres Mestre né le 31 décembre 1970 à Madrid (Espagne) était un footballeur espagnol évoluant au poste de défenseur.

## Carrière
Il a joué 24 matchs de D1 pour 0 but avec l'équipe des Girondins de Bordeaux lors de la saison 1998-1999 avec laquelle il remporta le titre de champion de France. Il évoluait auparavant dans le club de l'Espanyol Barcelone.

Premier match en D1 : Girondins de Bordeaux - Paris SG 3-1 le 8 août 1998